# Typocerus sparsus
Typocerus sparsus là một loài bọ cánh cứng trong họ Cerambycidae.